# Christian Mayerhöfer
Christian Mayerhöfer, född den 16 juni 1971 i Mainz, Tyskland, är en tysk landhockeyspelare.
Han tog OS-guld i herrarnas landhockeyturnering i samband med de olympiska landhockeytävlingarna 1992 i Barcelona.